# Helius compactus
Helius compactus är en tvåvingeart som beskrevs av Alexander 1967. Helius compactus ingår i släktet Helius och familjen småharkrankar. Inga underarter finns listade i Catalogue of Life.